# Smith Tower
La Smith Tower es un rascacielos situado en Pioneer Square en Seattle, Washington, Estados Unidos. Completada en 1914, tiene 38 plantas y 148 metros de altura y es el rascacielos más antiguo de la ciudad. Fue uno de los primeros rascacielos construidos fuera de Nueva York, y fue el edificio más alto al oeste del río Misisipi hasta la construcción del Kansas City Power & Light Building en 1931. Siguió siendo la estructura más alta de la Costa Oeste durante casi medio siglo, hasta que la Space Needle la superó en 1962. La Smith Tower lleva el nombre de su constructor, el magnate industrial Lyman Cornelius Smith, y está declarada un Seattle landmark («monumento de Seattle»).

## Historia

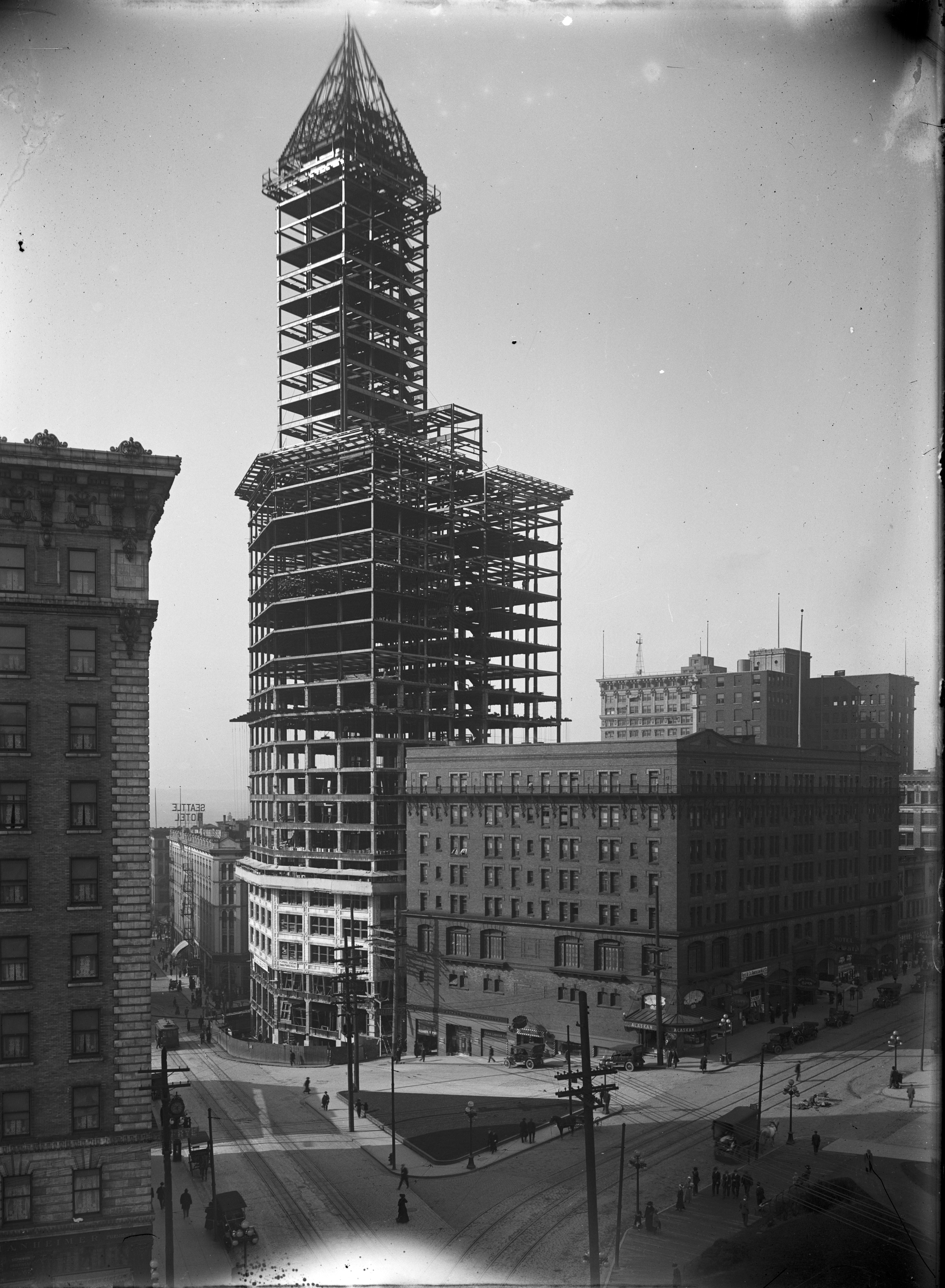
La construcción de la Smith Tower en febrero de 1913.

Durante un viaje a Seattle en 1909, Smith planeó construir un edificio de catorce plantas en la ciudad. Su hijo, Burns Lyman Smith, lo convenció para que construyera en su lugar un rascacielos mucho más alto que superara al National Realty Building de la ciudad rival de Tacoma como edificio más alto al oeste del río Misisipi. La construcción empezó en 1911. Aunque Smith no vivió para verlo, el edificio se completó en 1914 con una altura de 143 m desde la acera hasta la cima de la pirámide, y una altura total de 159 metros. La torre abrió al público el 4 de julio de 1914. Más de cuatro mil personas subieron a la planta 35 en el día de apertura.
La Chinese Room («habitación china»), cuyo nombre se cambió tras la renovación de 2016, tenía un techo de madera de teca tallada y muebles de madera negra en el momento de su apertura. La habitación fue amueblada por la última emperatriz de China, Cixí. Entre estos muebles estaba la famosa «silla de los deseos». Esta silla incorpora un dragón y un fénix tallados que, combinados, presagian matrimonio. Según la tradición popular, cualquier persona soltera que se siente en ella se casaría en menos de un año. La leyenda se cumplió para la hija de Smith, que se casó en esta misma habitación.
Ivar Haglund, conocido por ser el fundador del restaurante Ivar's, compró la torre por 1,8 millones de dólares en 1976. La Samis Foundation compró la torre en 1996. En 2006, el edificio fue comprado por Walton Street Capital. El edificio ha sido renovado dos veces, en 1986 y en 1999.
En los últimos años muchas empresas de alta tecnología han tenido oficinas en la Smith Tower. El estallido de la burbuja punto com afectó gravemente a la Smith Tower, aumentando su tasa de desocupación al 26,1 por ciento, a fecha del 21 de diciembre de 2011, el doble de la tasa media de oficinas de Seattle. Por ejemplo, el Walt Disney Internet Group redujo sus plantas ocupadas de siete a cuatro. En 2007, la tasa de ocupación había repuntado a en torno al 90 por ciento, con nuevos ocupantes como Microsoft Live Labs.
Tras la salida anunciada de los dos mayores ocupantes del edificio, entre los que se encontraba Disney, que se trasladó al Fourth and Madison Building, Walton Street Capital presentó una solicitud para convertir el edificio en condominios, que fue rechazada por el Ayuntamiento.
En 2011 el CBRE Group informó de que había adquirido una hipoteca en mora de 42,5 millones de dólares sobre la Smith Tower. El préstamo fue obtenido por el entonces propietario del edificio, Walton Street. Cuando CBRE intervino, el edificio estaba vacío al 70 por ciento, sus ingresos por alquiler no cubrían sus gastos operativos, y su valor fue estimado por el condado en menos de la mitad de su hipoteca de 2006. La Smith Tower fue vendida a CBRE en una subasta pública por ejecución de hipoteca el 23 de marzo de 2012.
En primavera de 2012 la Smith Tower experimentó una breve revitalización al trasladarse nuevas empresas a algunas de sus plantas vacías, como Portent, Inc., una empresa de marketing en internet, el consultor de marketing Aukema & Associates, la empresa de diseño gráfico Push Design, y Rialto Communications, una empresa de marketing y relaciones públicas. También en 2012, el líder de Death Cab for Cutie Benjamin Gibbard rindió homenaje a la Smith Tower en la canción Teardrop Windows.

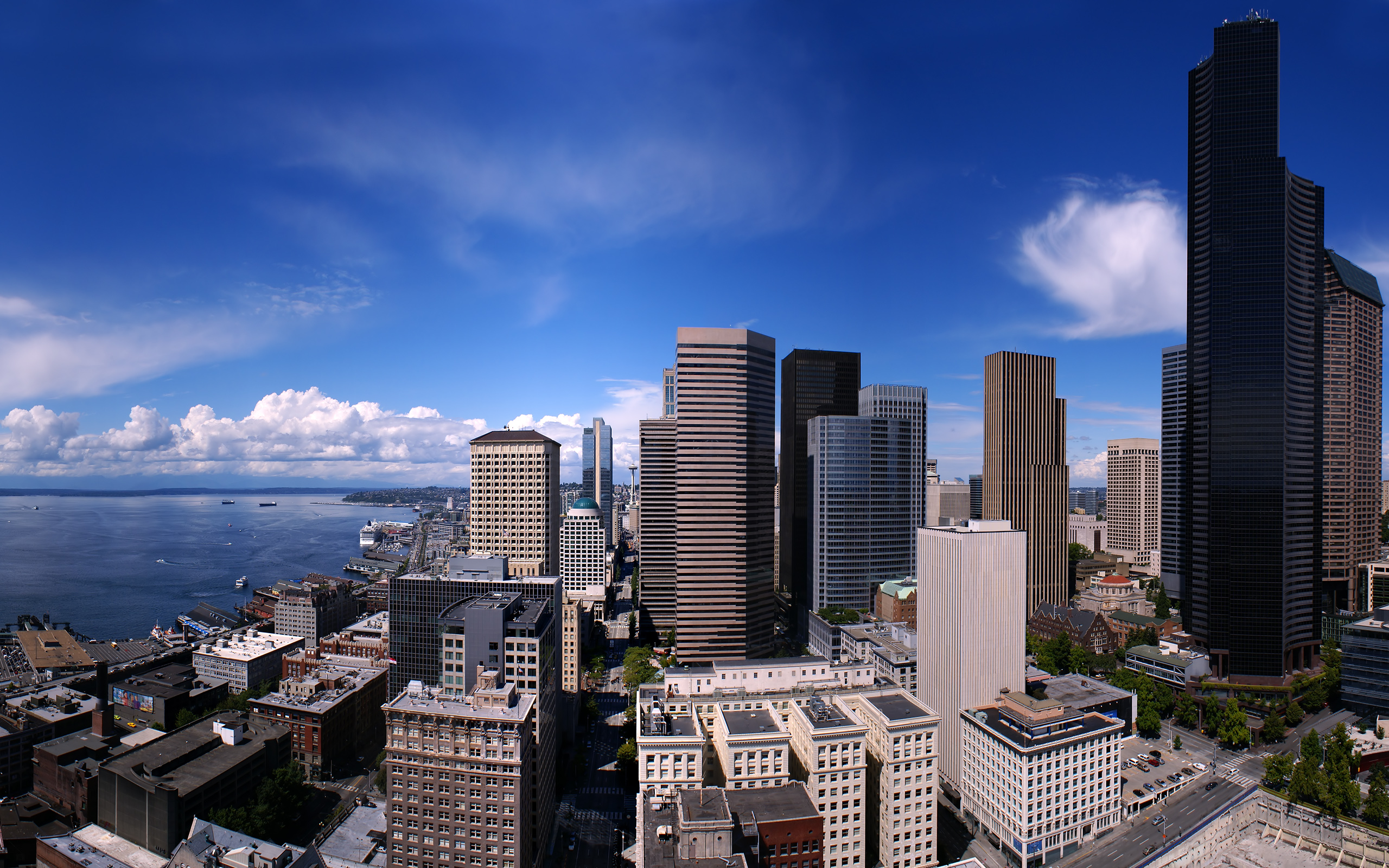
Vista desde el mirador hacia el norte, agosto de 2007.

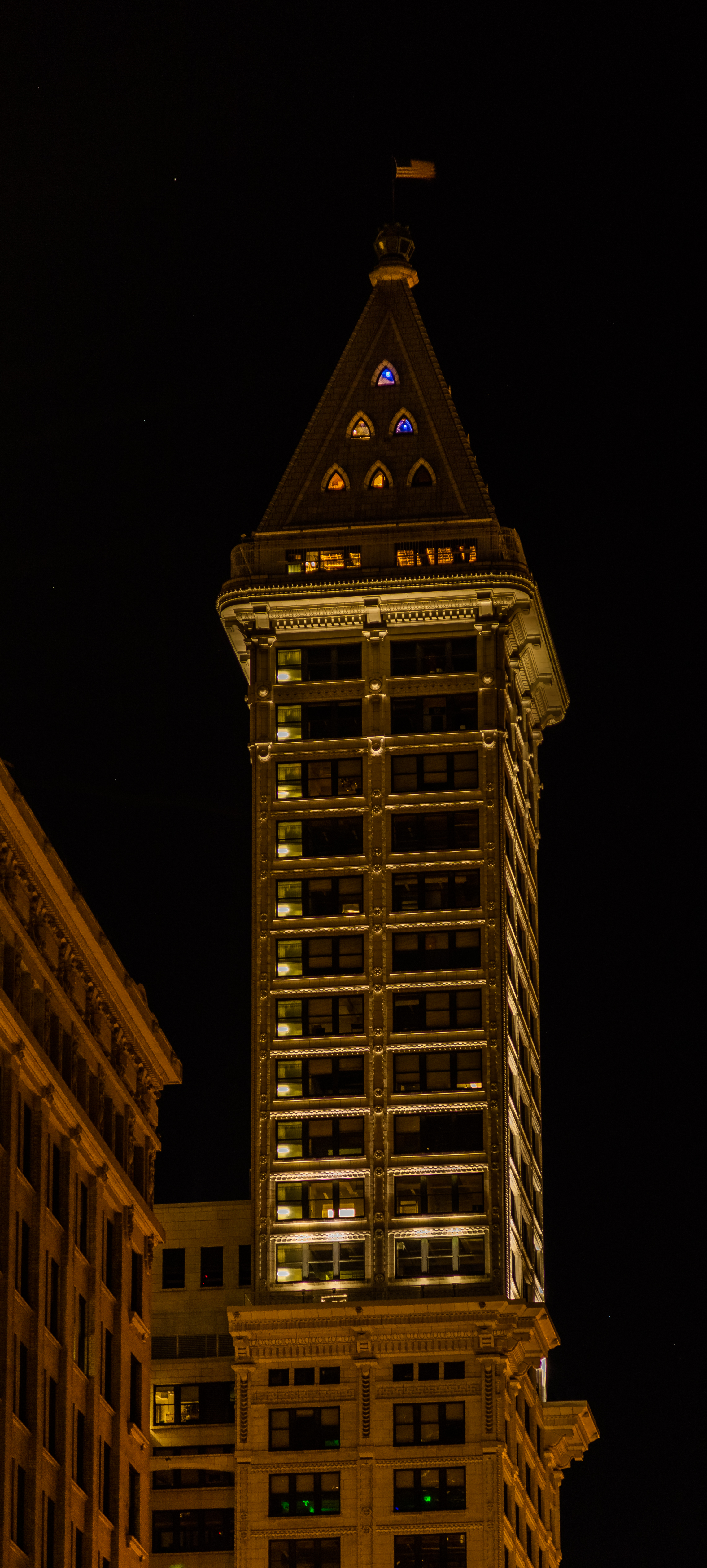
Vista nocturna.

En enero de 2015, la inmobiliaria de Seattle Unico Properties compró la Smith Tower por 73,7 millones de dólares. Posteriormente ese mismo año, los nuevos propietarios pararon las visitas guiadas y empezaron a remodelar las zonas públicas, incluida la «habitación china», que había estado cerrada desde 2014. Se construyó un nuevo restaurante inspirado en un speakeasy, con comida y bebida inspiradas en la ley seca, en la planta del mirador, en el mismo espacio de la habitación china, que fue cerrada permanentemente. En este nuevo restaurante se usaron partes de la decoración y el mobiliario de la habitación china, como la silla de los deseos y los techos tallados de teca.
El 25 de agosto de 2016 se reanudaron las visitas autoguiadas de la Smith Tower, con nuevas exposiciones, junto con la apertura del bar de la planta del mirador, abierto a los que tuvieran ticket de las visitas por un coste de 19,14 dólares (el número es una referencia a la fecha de construcción del edificio). El acceso al bar sin pagar por la visita comporta un cargo de cubierto de aproximadamente la mitad de ese precio. También se abrió una nueva tienda en la planta baja tras la renovación.

## Descripción
La Smith Tower es un ejemplo de la arquitectura neoclásica. Su fachada es de granito en la primera y segunda planta, y de terracota en el resto de plantas. El exterior solo se ha limpiado una vez, en 1976, debido a que se mantiene notablemente limpio sin lavarlo regularmente.
Fue uno de los últimos edificios de la Costa Oeste que usó ascensoristas. La Otis Elevator Company suministró los ascensores, que tienen superficies de latón. Las puertas son de celosía, por lo que los pasajeros pueden ver cada vestíbulo y a través de las paredes de cristal que hay frente a cada oficina.
Tras la restauración de principios de los años 1990, se retiró el depósito de agua de 38 000 litros de capacidad situado en la cima de la torre. El espacio resultante, junto con un antiguo apartamento de mantenimiento, se convirtió en un ático de tres plantas, la única residencia en el edificio. Actualmente está ocupado por la artista e inversora Petra Franklin, su marido David Lahaie y sus dos hijas. El edificio está coronado por una cúpula de cristal de 2,4 metros de anchura iluminada por luz azul, excepto en diciembre, cuando se cambia a verde.